# Idar Andersen
Idar Andersen (* 30. April 1999 in Melhus) ist ein ehemaliger norwegischer Radrennfahrer.

## Sportlicher Werdegang
In seinem zweiten Jahr als Junior wurde Andersen in der Saison 2017 Norwegischer Juniorenmeister im Straßenrennen und gewann die Internationale Friedensfahrt für Junioren.
Mitte der Saison 2018 wurde Andersen Mitglied im damaligen Uno-X Norwegian Development Team, für das er bisher ohne Unterbrechung fährt. 2019 wurde er Norwegischer Meister in der U23. Seinen ersten internationalen Einzelerfolg als Profi erzielte er bei der Tour de la Mirabelle, bei der er den Prolog und die Gesamtwertung für sich entscheiden konnte. In der Saison 2022 folgte ein Sieg beim französischen Eintagesrennen Boucles de l’Aulne. Nachdem er 2023 nur vier Renneinsätze hatte, konnte er 2024 noch einmal zwei Siege bei Rennen in seiner Heimat Norwegen erzielen.
Nach der Saison 2024 beendete er im Alter von 25 Jahren seine Karriere als Radrennfahrer.

## Erfolge
2017
- Gesamtwertung und eine Etappe Course de la Paix Juniors
- Norwegischer Meister – Straßenrennen (Junioren)

2019
- Norwegischer Meister – Straßenrennen (U23)

2020
- Mannschaftszeitfahren Giro della Regione Friuli Venezia Giulia

2021
- Gesamtwertung, Prolog und Nachwuchswertung Tour de la Mirabelle
- Lillehammer GP
- Nachwuchswertung Slowakei-Rundfahrt

2022
- Boucles de l’Aulne

2024
- Ringerike Grand Prix
- Sundvolden Grand Prix